# Urospermum picroides

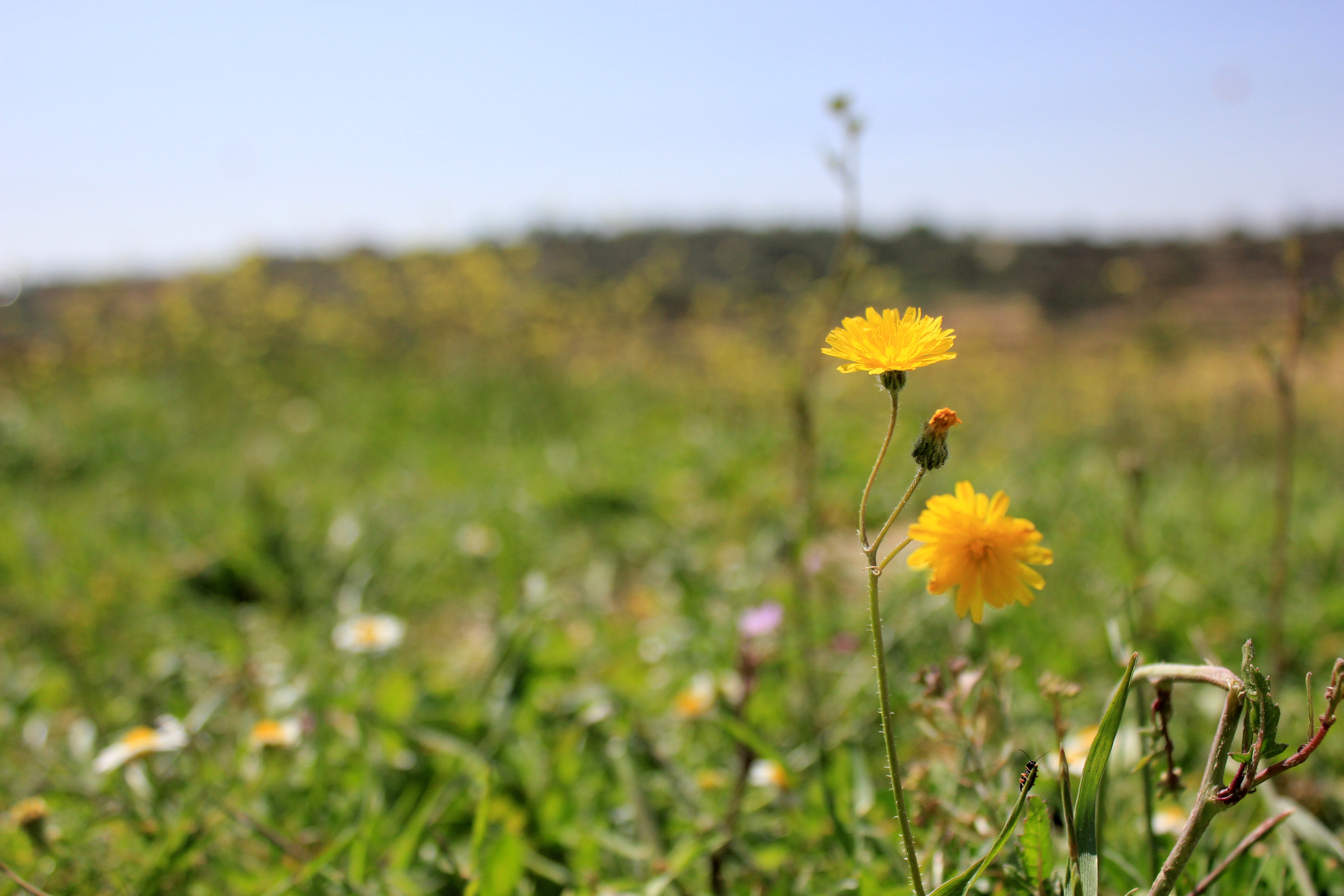
Urospermum picroides

Urospermum picroides là một loài thực vật có hoa trong họ Cúc. Loài này được (L.) Scop. ex F.W.Schmidt miêu tả khoa học đầu tiên năm 1795.